# Кайованский апаче
Кайованский апаче, или равнинный апаче (Kiowa Apache, Plains Apache) — исчезнувший южноатабаскский язык, на котором говорили народ апачей кайова-апачи, которые проживают в округе Каддо на западе штата Оклахома в США.